# Солер Раваса, Мигель Кайетано де
Мигель Кайетано де Солер Раваса (исп. Miguel Cayetano de Soler Ravasa; 27 сентября 1746, Пальма — 17 марта 1809, Малагон, Кастилия-Ла-Манча) — испанский адвокат и государственный деятель. Глава финансового ведомства Испании с 1798 по 1808 год и главный инициатор разделения испанского королевства на провинции.

## Биография
Родился в дворянской семье. Окончил юридический факультет Университета Балеарских островов. После окончания учёбы он остался в университете, в качестве преподавателя и адвоката. Также он был назначен бессрочным адвокатом города Пальма, на посту которого Солер был обязан представлять Балеарские острова на различных переговорах в Мадриде, с целью развития архипелага. В 1798 году он был назначен генерал-квартирмейстером департамента доходов, что являлось высшей должностью финансового ведомства Испании в тот момент. На этой должности он способствовал погашению государственного долга, возвращал в страну собственность иезуитов после уничтожения их ордена и стал инициатором раздела Испании на провинции. Во время восстания в Аранхуэсе, он был обвинён в растрате и был убит при попытке к бегству.